# Fluoresceína
La fluoresceína es una sustancia colorante orgánica utilizada en el examen de los vasos sanguíneos del ojo y en ciertas técnicas odontológicas. Fue descubierta por el químico profesor y premio Nobel de Química (1905) Adolf von Baeyer (1835-1917).

## Descripción
La fluoresceína es una sustancia pulverulenta, de color amarillo rojizo. Es un colorante orgánico insoluble en agua, soluble en alcohol (etanoico) y aguas alcalinizadas. Su sal sódica, soluble en agua, es conocida como uranina. Esta sal es ampliamente utilizada como marcador fluorescente en diversos ensayos químicos y biológicos,  debido a que exhibe fluorescencia.
Pertenece al grupo de los xantenos que produce un color fluorescente verde intenso en soluciones alcalinas (con pH mayor a 7). Cuando se expone a la luz, la fluoresceína absorbe ciertas longitudes de onda y emite luz fluorescente de longitud de onda larga. Es, asimismo, un colorante indicador ftálico que aparece de color amarillo-verde de la película lagrimal normal, y de color verde brillante en un medio más alcalino, tal como el humor acuoso, y se usa terapéuticamente como una ayuda para el diagnóstico de las lesiones corneales y trauma corneal.
Los factores que afectan la fluorescencia incluyen:
- Concentración de la sustancia;
- pH de la solución;
- Presencia de otras sustancias;
- Longitud de onda de la luz excitante.

A un pH de 8, la fluoresceína alcanza su máxima intensidad.

## Síntesis
La fluoresceína fue sintetizada por Adolf von Baeyer en 1871. Se prepara a partir de anhídrido ftálico y resorcinol en la  presencia de cloruro de zinc por una reacción de Friedel-Crafts. Su síntesis en el laboratorio es relativamente sencilla y se realiza fundiendo el anhídrido ftálico y el resorcinol (180-200 °C) en un crisol con presencia de ZnCl2.
Un segundo método para preparar la fluoresceína emplea ácido metanosulfónico como catalizador ácido de Brønsted. Esta ruta tiene un alto rendimiento en condiciones más suaves. Las rodaminas son derivados rojizos de la fluoresceína de bellísimos matices, que resultan de la sustitución de los hidroxilos, OH, por grupos alquil-amonio, -NR2.

## Aplicación
La fluoresceína también se administra por inyección en la vena cubital y el colorante tarda de 10 a 15 segundos en aparecer en los vasos coroideos y retinianos lo que permite detectar anormalidades vasculares del fondo y del iris del ojo. También puede ser administrada por vía oral, pero para estudiar otras entidades o en caso de que la persona sujeta al estudio tenga venas escondidas o inaccesibles. En esta condición, la sustancia puede tardar hasta media hora en aparecer en el fondo. Su uso en óptica también puede llevarse a cabo por vía tópica, mediante una solución oftalmológica.

## Otros usos

### Geología
En geología puede aplicarse para seguir la pista a aguas que desaparecen bajo tierra y vuelven a aparecer a una cierta distancia tal como hizo el geólogo Norbert Casteret con el río Garona en 1931.
Así, en 1987, técnicos del Instituto Geológico y Minero de España pudieron demostrar el origen de las aguas del río Ebro. Tras verter fluoresceína en el río Híjar, afluente de aquel, en el lugar en que este pierde agua por unas filtraciones y observar que el mismo caudal filtrado era el que salía teñido en el manantial de Fontibre (tradicionalmente considerado como el nacimiento del Ebro), quedó demostrado científicamente que este es, en realidad, un resurgimiento de "su propio afluente".

### Medicina y cosmética
La fluoresceína ha sido aprobada por la FDA para su uso en medicamentos y cosméticos aplicados externamente.

## Fotosíntesis artificial
Investigadores de la Universidad de Chicago han creado un compuesto sintético, derivado de la fluoresceína, que imita la compleja dinámica cuántica que se observa en la fotosíntesis, lo que permitiría la creación de nuevas tecnologías para aprovechar la energía solar. Con el desarrollo de este tipo de materiales se podrían hacer sistemas de producción de energía basados en la Fotosíntesis artificial.

## Reacciones secundarias
Puede provocar cefaleas, náuseas, vómitos, descenso de la presión sanguínea y un dolor fuerte si la sustancia se extravasa.

## Precauciones
Antes de inyectar la sustancia puede hacerse una prueba intradérmica para desechar la posibilidad de alergia a la fluoresceína. Esta técnica de punción intradérmica para diagnosticar la posible alergia a productos ha sido desechada por numerosos profesionales por la posibilidad de desencadenar una reacción anafiláctica, la poca fiabilidad que presenta y la posibilidad de sensibilizar al producto tras la misma.